# Gonnosfanadiga
Gonnosfanadiga (in sardo Gonnos) è un comune italiano di 6 014 abitanti della provincia del Medio Campidano.

## Geografia fisica

### Territorio
Il suo territorio si estende in proporzioni simili tra la pianura del Medio Campidano a nord est, le colline attorno al paese e il massiccio del monte Linas a sud ovest. Comprende inoltre una frazione, Pardu Atzei, che si sviluppa lungo le pendici est del monte Arcuentu, tra i territori di Arbus e Guspini.
La pianura è di tipo vulcanico-alluvionale, a zone paludose nella stagione invernale, mentre le colline e le montagne, ricche di giacimenti minerari, hanno una composizione variabile con prevalenza di granito, scisto e in generale con alto tasso di rocciosità e limitata profondità dello strato attivo; la vetta più alta è Punta Perda de sa Mesa con i suoi 1236 m s.l.m.
Il centro abitato è situato alle pendici della montagna ed è attraversato e caratterizzato dal rio Piras, corso d'acqua a carattere torrentizio che ha sicuramente svolto un ruolo importantissimo nella nascita e nel successivo sviluppo del paese.

## Storia

### Preistoria e storia antica
Il territorio risulta essere abitato sin dalla preistoria, gli studi fanno risalire al Neolitico antico le prime frequentazioni certe, avvenute tra il VI e il IV millennio a.C. nel territorio di Terra 'e Seddari e con almeno altri nove insediamenti di cui sono state ritrovate tracce. In regione Pal'‘e Pardu, è ancora presente qualche resto di uno dei nuraghi più antichi dell'isola, o meglio di un Protonuraghe. Vista la tipologia poco conosciuta (il protonuraghe era praticamente uno scavo, all'interno del quale venivano posizionati dei massi a sostegno delle pareti su cui veniva poi costruita una copertura composta per lo più da terragno), venne erroneamente ritenuto un nuraghe a torre crollato, e durante la costruzione della strada adiacente venne smembrato per utilizzare i massi nei lavori.
Si hanno rilevanti evidenze del periodo nuragico che comprendono diversi resti di nuraghi e tombe dei giganti, di cui una, quella di San Cosimo (riportata alla luce dagli scavi nei primi anni ottanta), tra le più grandi della Sardegna.
Non si hanno attestazioni certe del periodo fenicio, ma la zona è abbastanza vicina sia al mare, da cui arrivavano gli abili navigatori mediorientali, sia a una colonia da loro fondata, Nabui (Santa Maria Neapolis in territorio di Guspini) che ad altre zone certamente frequentate dai Fenici come Antas in territorio di Fluminimaggiore da poter supporre quantomeno dei contatti.
Circa due secoli prima di Cristo in Sardegna arrivano i Romani e anche il territorio di Gonnosfanadiga è ricco di testimonianze che vanno dai numerosi ritrovamenti di monete, suppellettili e armi, all'individuazione di resti di fortificazioni, accampamenti, tombe e ben quattro cimiteri.
Intorno al VI secolo d.C., in concomitanza con l'arrivo dei bizantini nell'isola, cominciò l'opera di evangelizzazione dei monaci greci, testimoniata dai toponimi e dai resti di numerosi luoghi di culto, alcuni dei quali quasi totalmente scomparsi, e uno di cui rimane mirabile esempio: la chiesa campestre di Santa Severa.

### Storia medievale
In epoca medievale nel territorio di Gonnosfanadiga è testimoniata l'esistenza di diversi villaggi: Bidda Atzei (o Zei), Gonnos Fanadiga, Gonnos de Montangia, Aqua de Gonnos come centri che pagavano le decime alla Chiesa negli anni tra il 1341 e il 1359. L'elenco comunque non è completo, essendo ancora abitato in quell'epoca il centro di Serru.
Gonnosfanadiga, o meglio il suo territorio faceva parte del giudicato di Arborea, compreso nella curatoria di Bonorzuli e nella circoscrizione della diocesi di Terralba. Alla caduta del giudicato (1420) entrò a far parte del Marchesato di Oristano. Sconfitti definitivamente gli arborensi nel 1478, passò sotto la dominazione aragonese.

### Storia moderna e contemporanea
Circa la nascita dell'odierno comune le notizie sono un po' incerte. Sicuramente in epoca moderna esiste già con questo nome e come centro organico.
Infatti solo con la dominazione spagnola (1479-1714) si hanno documenti che descrivono la vita del paese: appartiene in questo periodo alla contea di Quirra e poi, dal 1603, al marchesato di Quirra. In questo periodo, grazie al fortunato e ricco territorio e alla laboriosità degli abitanti, Gonnosfanadiga, diversamente da tanti altri centri, visse un periodo florido e sereno. Ne sia prova il fatto che quasi tutte le famiglie erano ancora nell'800 proprietarie di estensioni più o meno grandi di terreni: su 700 famiglie, solo 35 non erano proprietarie. Diverse le attività, oltre a quelle certamente preponderanti di agricoltura e allevamento erano molto diffuse quelle artigianali, con esportazione dei prodotti (formaggi, carni, frutta, lino, tessuti, …). Insomma mentre numerosi altri centri all'epoca andarono scomparendo, Gonnosfanadiga viveva invece un momento davvero florido e invidiabile.
Dagli Osorio, marchesi di Qirra, la signoria del paese passò ai Centelles, ai quali fu riscattato nel 1839 con l'abolizione del sistema feudale.
Il 17 febbraio 1943, durante la seconda guerra mondiale, il paese subì un pesante bombardamento ad opera degli americani nei confronti della popolazione civile. Il drammatico evento, di cui tuttora non si è avuta ancora una doverosa giustificazione, con oltre cento civili uccisi e decine di feriti, mutilati e dilaniati, lasciò una forte impressione nell'immaginario dei gonnesi, uno shock collettivo che ne continua a turbare la memoria.

### Simboli
Lo stemma e il gonfalone sono stati concessi con decreto del presidente della Repubblica del 25 ottobre 2000.
Il gonfalone è un drappo di bianco.

## Monumenti e luoghi d'interesse

### Architetture religiose

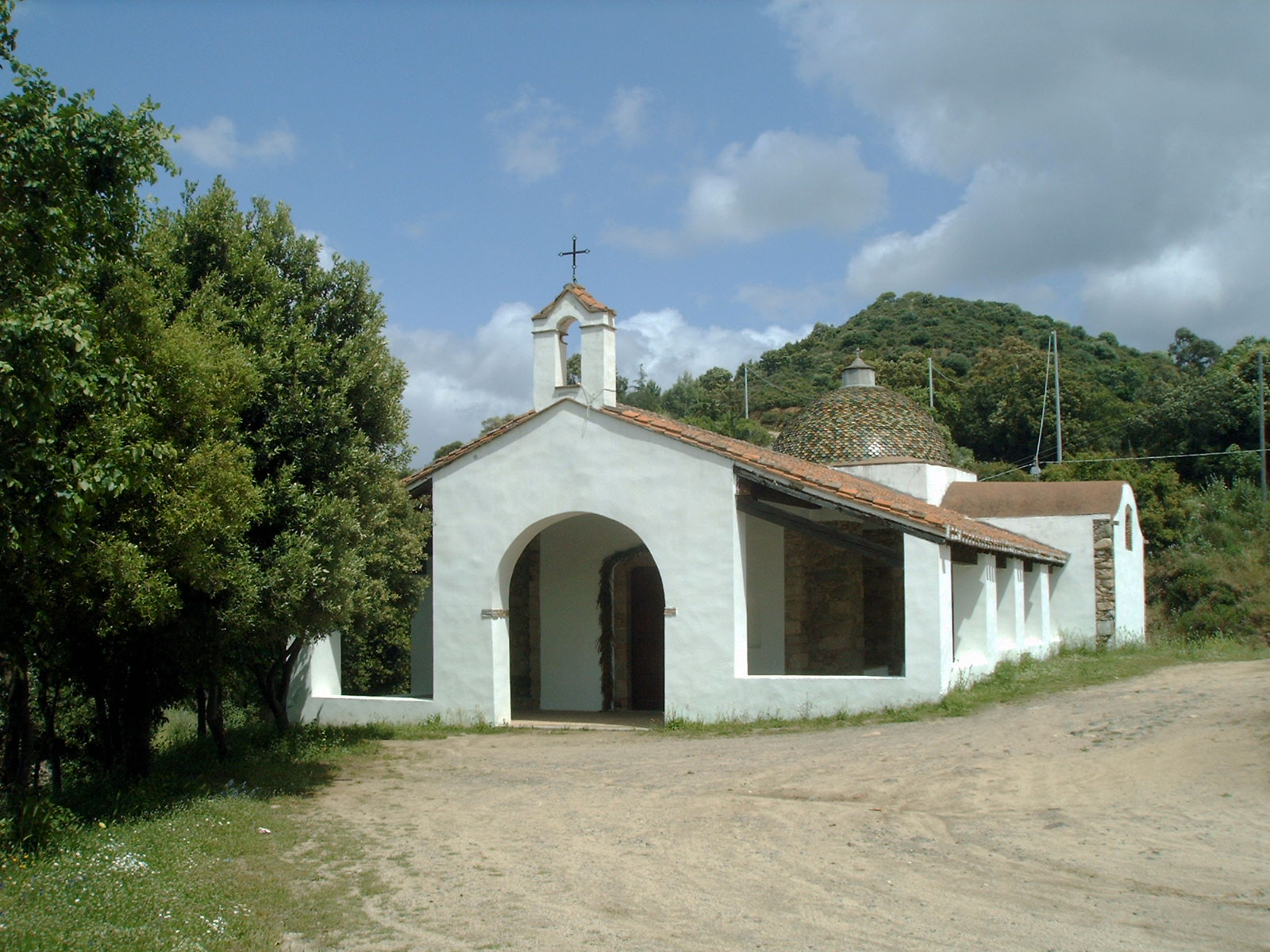
Chiesa di Santa Severa.

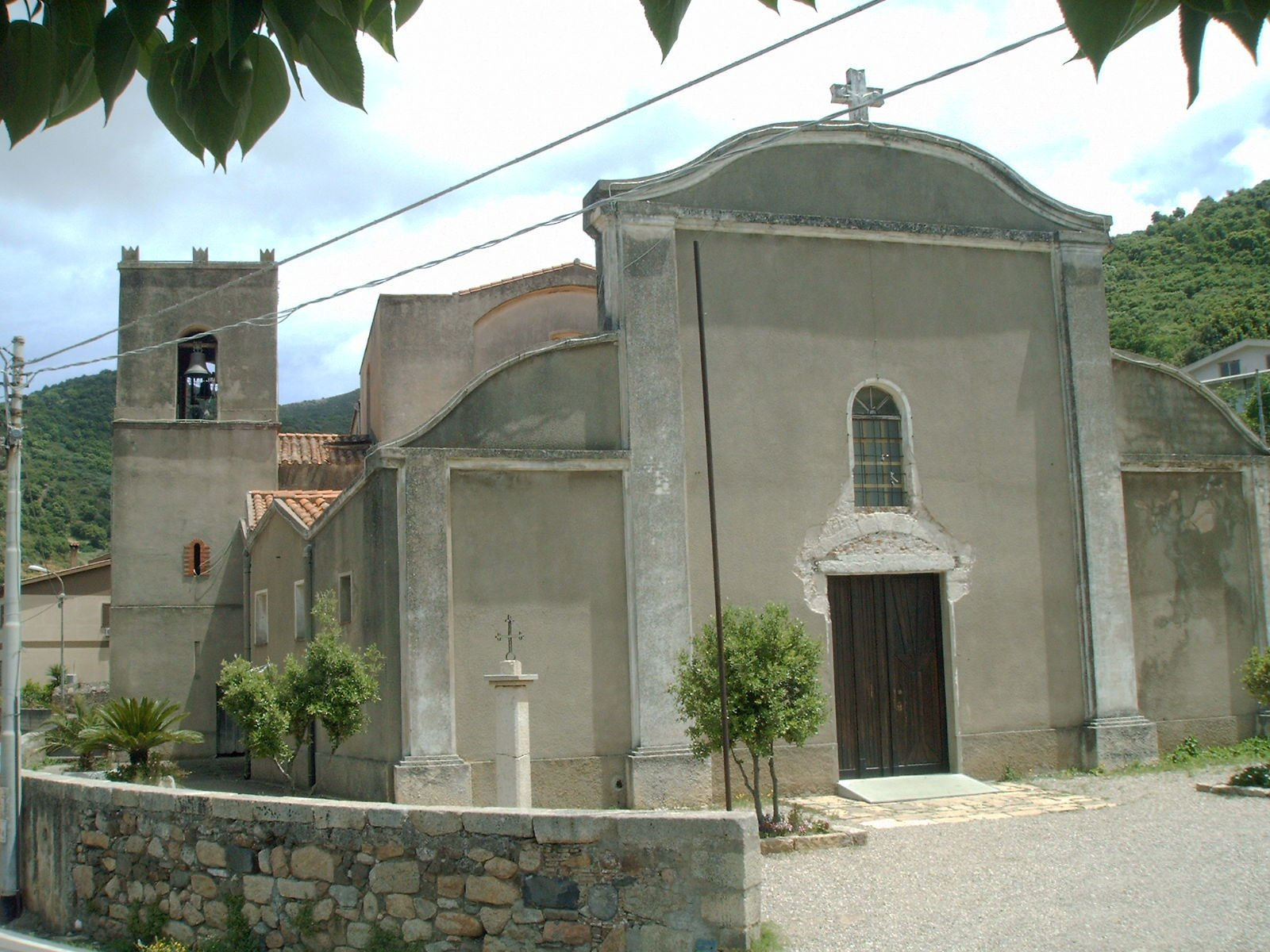
Chiesa di Santa Barbara.

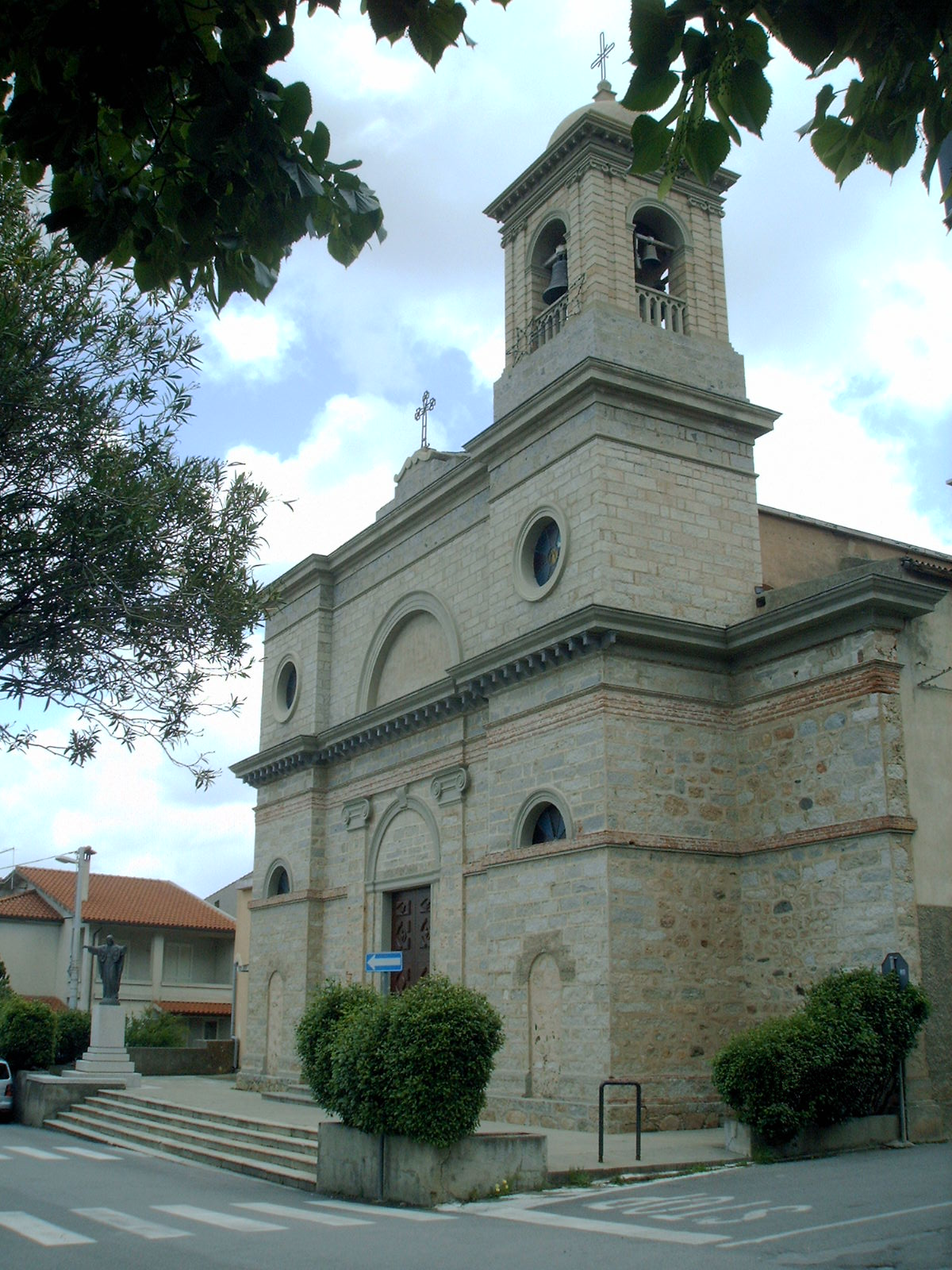
Chiesa del Sacro Cuore

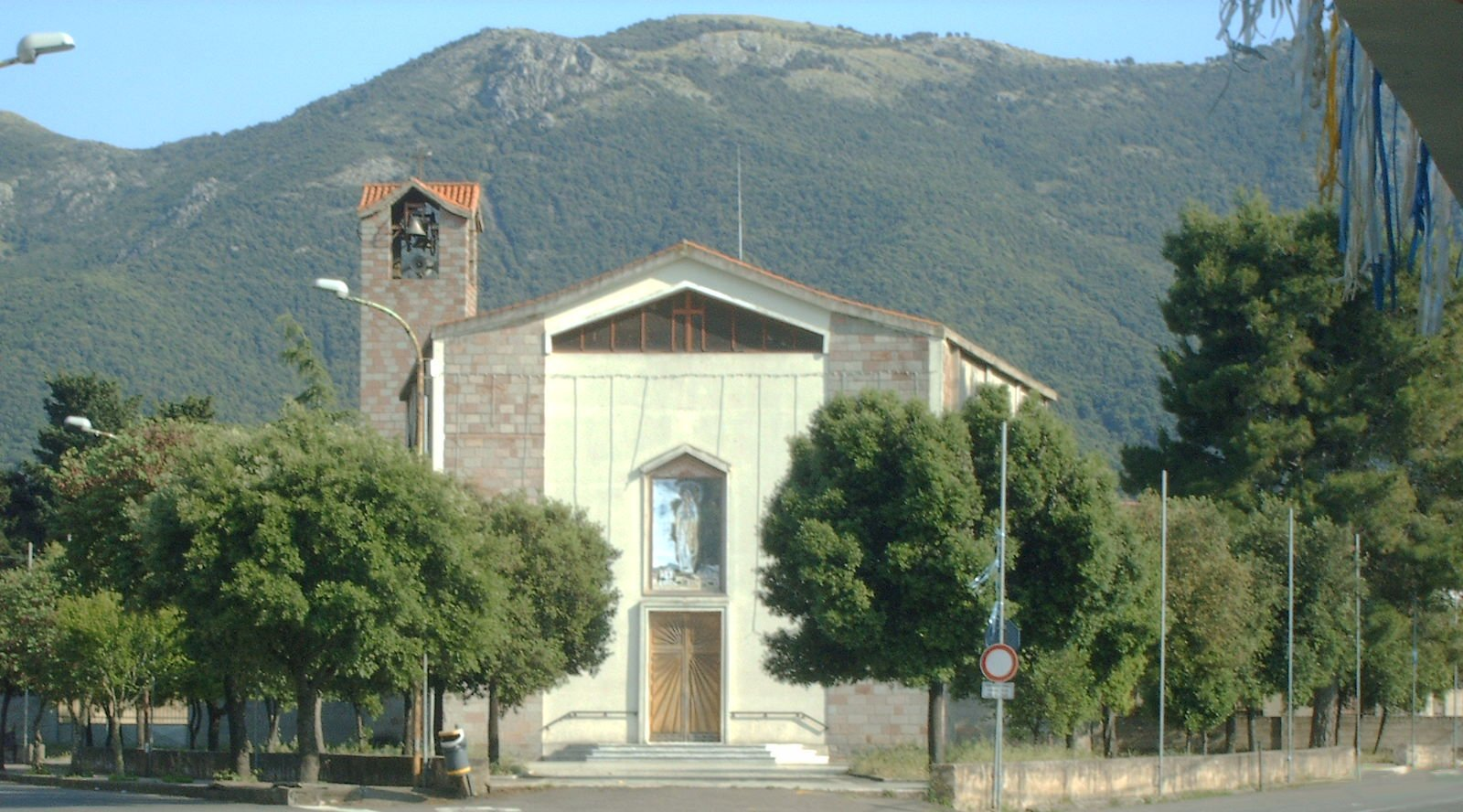
Chiesa della Beata Vergine di Lourdes.

- Chiesa del Sacro Cuore
- Chiesa Beata Vergine di Lourdes

#### Chiesa di Santa Severa
Situata su una collina a poche centinaia di metri dal centro abitato, alcuni studiosi ne fanno risalire l'origine al periodo paleocristiano (IV-V secolo). Sorge sull'area di un'antica necropoli romana, è perciò verosimile che la devozione a questa santa risalga a quei primi abitatori del luogo. Ha subito successivi restauri a partire dal 1797.
Il monumento è un edificio con pianta a croce latina, con gli ambienti voltati a botte a tutto sesto. La navata (lunga 10 m e larga 4,2 m) è ripartita in tre specchiature da due lesene su cui si impostano i sottarchi della volta; in origine le volte erano estradossate con doppia curva, come si vede osservando i prospetti laterali e il retro. Il tetto è a travatura lignea.
A destra e a sinistra della porta principale sono presenti dei cardini, che reggevano delle transenne. In seguito i monaci greci realizzarono la volta a botte. Lo spazio quadrato nato dall'incontro dei bracci della croce è delimitato da archi su cui poggia una cupola semisferica di embrici a squame di 4 metri di circonferenza.

#### Chiesa di Santa Barbara
Edificata nel periodo giudicale dove sorgeva precedentemente la chiesa di Sant'Antonio abate, di cui conserva ancora la campana datata 1388.
Si tratta della chiesa parrocchiale conosciuta meglio come cresia manna (chiesa maggiore), poiché prima e unica chiesa presente nel paese sino ai primi decenni del '900. Interessante la statua di santa Barbara del 1500, santa a cui la chiesa è stata dedicata nel 1700.

#### Chiese scomparse
La chiesa di Sant'Antonio Abate sorgeva nel villaggio medievale di Gonnos de Montanya, e fu la prima parrocchiale del paese. Sorgeva sull'area dell'attuale chiesa di s. Barbara che la sostituì nel ruolo di parrocchiale.
L'impianto originario era a navata unica con cappelle laterali; oggi si conserva solo una con volta a crociera costolonata su peducci fitoformi.
Nel territorio di Serru si trovano ancora le rovine della chiesa parrocchiale intitolata a San Pietro, lunga 8 metri e mezzo. È situata all'interno di un terreno privato, sopra un colle, leggermente nascosta da alcuni alberi. 
È presente anche un'altra chiesa intitolata a San Lorenzo: le sue dimensioni sono 4,10 X 10,45 m più l'abside, che presenta una lunghezza di 2,40 m con orientamento a est. È possibile studiarne l'alzato grazie ad alcuni conci accostati all'interno appartenenti al catino absidale e ad alcuni muri laterali che hanno subito modifiche costruttive. La chiesa di San Lorenzo è situata in un terreno privato, a poche decine di metri di distanza dai ruderi della chiesa di San Pietro di Serru.
La chiesa di Sant'Elia, antichissima ma già decadente nel '700 e attiva fino al 1903, crollata il 13 aprile del 1908.
Nel territorio erano presenti anche altre chiese: Santa Maria di Monserrato, Santa Maria d'Itria, Sant'Elena (documentata sin dalla metà del XVII secolo, potrebbe avere ben più antiche origini), demolite nel 1761 per ordine generale del Papa, per impedire che vi si rifugiassero i malfattori.
Altre chiese presenti erano quelle di San Giovanni, San Bartolomeo, San Luca, Sant'Anastasia, San Simeone, San Michele (di cui sono ancora visibili le mura perimetrali), San Domenico.

### Architetture civili

#### I pozzi pubblici

Uno dei tanti pozzi pubblici di Gonnosfanadiga (Via fontana)

I pozzi pubblici sono davvero numerosi, a tutt'oggi se ne contano circa una cinquantina, ma molti di più erano in passato. Rivestivano una grande importanza sia per il loro scopo principale di approvvigionamento idrico per il paese che per la non trascurabile funzione di punto di incontro e riunione della popolazione dei vari rioni. Tuttora numerose vie e rioni portano il nome derivato dal pozzo che insisteva nella zona.
Oggi hanno perso entrambe queste funzioni, di risorsa d'acqua e di ritrovo sociale (anche se nelle calde serate estive non è raro trovarci gruppetti di vicini di casa, seduti a chiacchierare e cercar refrigerio), ma ancora per i Gonnesi sono un importante punto di riferimento topografico e di memoria storica, oltre che essere un motivo di interesse architettonico e turistico.

### Siti archeologici

#### Tomba dei giganti di San Cosimo

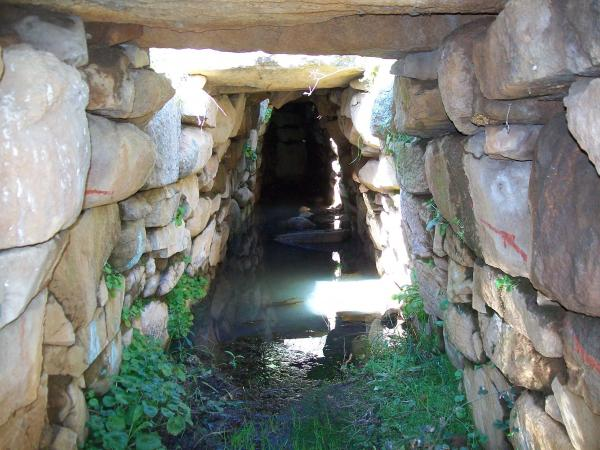
Tomba di San Cosimo

La tomba di san Cosimo I, situata in località San Cosimo, è detta anche Sa Grutta de Santu Giuanni.
La costruzione megalitica viene datata intorno al 1500 a.C. Presenta una facciata a esedra semicircolare di 26 m, nella quale si apre l'ingresso alla camera tombale, che nel complesso raggiunge circa i 20 metri, facendone una delle più grandi in Sardegna. La zona su cui insiste la tomba è fortemente caratterizzata da resti di insediamenti nuragici.
Durante gli scavi archeologici condotti nel 1981 furono rinvenuti numerosi oggetti tra cui manufatti in vasellame (ciotole e olle) e una collana in pasta vitrea e vetro. È stata inoltre documentata una frequentazione in età romana.
Il sito è facilmente raggiungibile dalla provinciale che da Gonnosfanadiga porta ad Arbus.

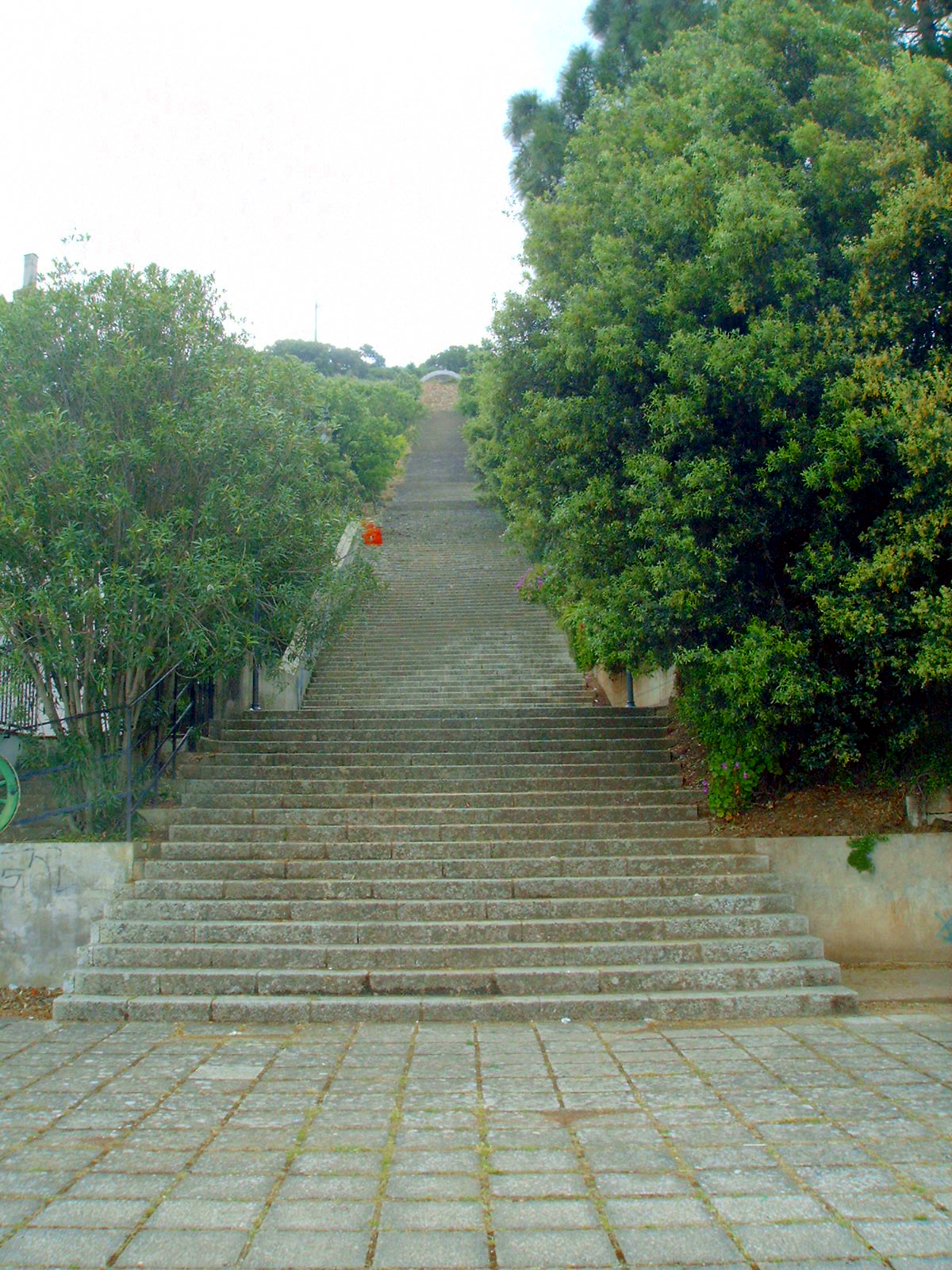
Gradinata di Gonnosfanadiga

### Aree naturali

#### Parco Perd'e Pibara
Il parco Perd'e Pibara è situato a sud di Gonnosfanadiga, e per la maggior parte è caratterizzato da una fitta e secolare foresta di lecci accompagnata da un tipico sottobosco mediterraneo: filirea, corbezzolo, cisto, erica.
Altre zone del parco, quelle più a sud dove le condizioni pedo-morfologiche si inaspriscono, vedono prevalere il cisto, l'elicriso, il timo, la ginestra; è presente anche un'ampia zona di rimboschimenti misti: sughere, latifoglie, pini, lecci.
È anche un ambiente ideale per il proliferare di svariate specie di funghi che ne fanno una meta ambita per gli appassionati di micologia.
Anche la fauna è varia e numerosa: cinghiali, volpi, lepri, capre, ricci, donnole, diversi rapaci diurni e notturni, ghiandaie, pernici, piccoli roditori, rettili e gli enormi pesci rossi che vivono in un grande vascone costantemente alimentato dall'abbondanza di acque sorgive.
All'interno del parco trova collocazione anche una miniera dismessa di molibdenite, interessante esempio di archeologia industriale.
Il parco è facilmente raggiungibile e attrezzato con diversi punti sosta, tavoli e panchine, e alcuni edifici della miniera, ora restaurati, vengono utilizzati per convegni, mostre, e spesso vi si svolgono manifestazioni naturalistiche, escursionistiche e sportive.

### Miniere
Un tempo, probabilmente dalla preistoria e sino agli anni '70, l'attività mineraria era une delle principali occupazioni in questa zona. Lo sfruttamento industriale arrivò, tra la fine dell'Ottocento e la metà del Novecento, a un'organizzazione tecnica e professionale evolutissima e molto remunerativa per l'intera comunità. Ormai il settore è stato del tutto abbandonato ma restano le affascinanti e emotivamente coinvolgenti architetture industriali che aveva prodotto.
Nel territorio comunale di Gonnosfanadiga sono presenti le seguenti miniere dismesse:
- Miniera di Fenugu Sibiri
- Miniera di Perd 'e Pibera
- Miniera di S'Acqua Is Prunas - Genna S'Olioni
- Miniera di Salaponi

## Società

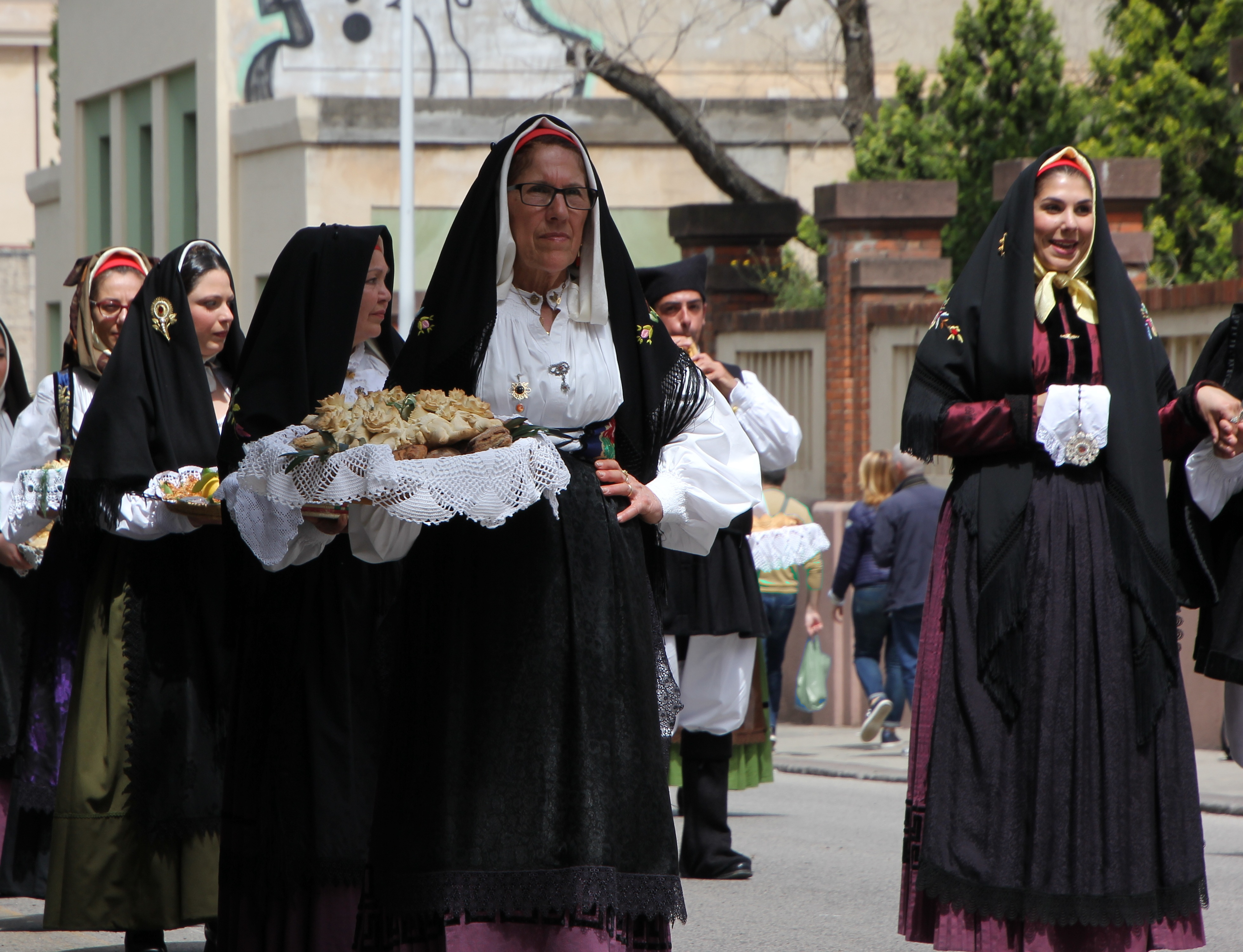
Il costume tradizionale di Gonnosfanadiga

### Evoluzione demografica
Abitanti censiti

### Lingue e dialetti
La variante del sardo parlata a Gonnosfanadiga è il campidanese occidentale.

## Cultura

### Eventi

#### Sagra delle olive

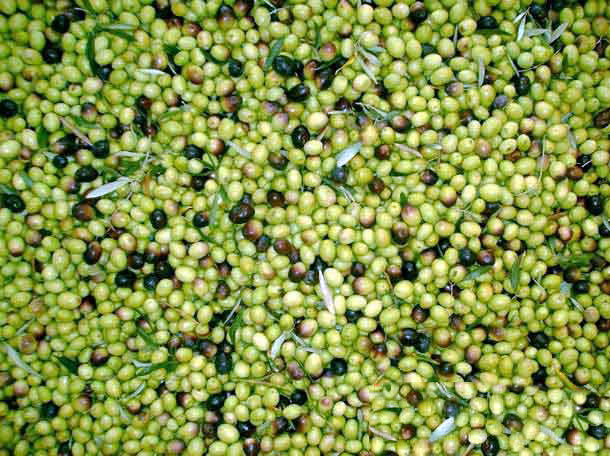
Olive di Gonnosfanadiga.

La sagra delle olive, dell'agroalimentare e dei mestieri locali è l'appuntamento meglio preparato dai cittadini di Gonnosfanadiga per mettere in mostra le produzioni più tipiche del paese.
È la più importante vetrina regionale a tema olivicolo, sia per la sua longevità sia perché si svolge in uno dei territori più produttivi e rinomati per la qualità della produzione di extravergine e di olive da mensa.
Si svolge alla fine di novembre, nel pieno della campagna olivicola, e coinvolge piccoli e grandi produttori locali, artigiani e commercianti che operano nella filiera paesana.
Divenuta meta fissa, sin dalla metà degli anni '80, di numerosi intransigenti turisti del gusto, lo è ora anche di appassionati di storia, tradizioni e natura, da quando alla sagra si affiancano iniziative che mirano a facilitare la conoscenza e la fruizione del patrimonio culturale e del territorio.
Durante l'evento è possibile assistere tanto al ciclo di produzione dell'olio di oliva extravergine in frantoio
quanto a mostre, ricostruzioni ambientali e percorsi storici inerenti Gonnosfanadiga e le sue attività.

#### Festa della Madonna della Salute
Istituita nel 1849, la Festa della Madonna della Salute avviene ogni ultima domenica di maggio. Il paese si riunisce in festa per celebrare una processione religiosa composta da cavalli e trattori e le traccas abbinati a festa e ornati di fiori, spighe di grano e varie decorazioni, sono seguiti dai gruppi folk provenienti non solo dal comune ma anche da comuni limitrofi, vestiti con abiti rappresentanti l'antichità sarda e i costumi tradizionali dell'antichità gonnese. Segue poi il carro della statua della Madonna della Salute che viene trainata da due buoi ornati da fiori, e campanelle. A suon di launeddas e preghiere il carro trainato dai buoi che trasporta la statua della Madonna della Salute viene seguita dalla folla di fedeli e gonnesi. Le strade si colorano di verde dato dalle foglie di menta e varie erbe che vengono gettate per terra insieme a petali di rose e fiori prima dell'arrivo della Madonna nelle diverse vie del paese.
La festa della Madonna della Salute prevede anche un programma civile, dove la via principale del paese (via Porru Bonelli) viene in parte chiusa al traffico per permettere la libera circolazione dei passanti e l'allestimento di varie bancarelle. Nella notte del giorno della processione non mancano mai i classici fuochi pirotecnici che rappresentano un elemento principale che caratterizza l'evento. 

##### Commemorazione del 17 febbraio 1943.
Celebrata ormai da diversi anni, la commemorazione in ricordo al bombardamento del 17 febbraio 1943 è un evento culturale importante che vede la partecipazione dell'amministrazione gonnese riunita insieme alla popolazione e spesso con la partecipazione della Brigata Sassari in un momento solenne di ricordo. 

## Geografia antropica
Il territorio comunale comprende anche l'isola amministrativa di Pardu Atzei, avente una superficie di 15,12 km².

## Economia
L'economia di Gonnosfanadiga si basa principalmente sul settore agropastorale e della trasformazione dei prodotti della terra, animato da piccole realtà imprenditoriali spesso a conduzione familiare.
Le sue produzioni di eccellenza sono quelle olivicole, olio e olive da mensa della cultivar Nera di Gonnos (da sempre famose in tutta l'isola e oggi anche oltre i suoi confini vista l'altissima qualità che le distingue dalle produzioni industriali), il pane tipico e l'artigianato dolciario, carni e insaccati derivati dal diffuso allevamento di ovicaprini e suini, il miele, nonché una discreta produzione, anche se in sensibile calo rispetto al passato, di ortofrutticoli di alta qualità.
A proposito di pane tipico, nel tessuto produttivo di Gonnosfanadiga è ancora diffusissima la cultura del Lievito Naturale (Fromentu), si consta la presenza di ceppi di 100 anni.
Ne consegue che molti gonnesi si dedicano anche al commercio di tali prodotti, in particolare sono parecchie le macellerie e molte le attività che commerciano ortofrutta, latte e derivati.
Da rilevare anche una limitata produzione florovivaistica, forestale (sughero e legna) e tessile.
Molti dei residenti trovano occupazione nei servizi e nelle industrie del circondario, anche perché nel paese è praticamente inesistente l'industria e poco sviluppati i servizi, anche se ultimamente sta crescendo l'impegno nel settore turistico, che potrebbe dare un notevole aiuto a un'economia che in generale stenta a causa sia della forte crisi dell'agroalimentare, sia dell'ormai definitiva chiusura delle miniere, un tempo fonte di benessere del paese, che del quasi definitivo fallimento del polo industriale di Villacidro, dove molti trovavano lavoro come operai o come piccoli imprenditori nell'indotto.
Molto praticato a livello hobbistico l'artigianato, che però non persegue grosse finalità commerciali.
Tra le varie produzioni hobbiste notiamo la lavorazione del legno e del sughero, della ceramica, di tessuti tradizionali, ma soprattutto spicca la bravura dei maestri coltellinai che da secoli operano a Gonnosfanadiga, la cui arte del coltello vede spesso i suoi gioielli esposti e citati a livello internazionale.

## Amministrazione

### Sindaci
- Andrea Paolo Giuseppe Floris (eletto il 26 ottobre 2020 con la lista civica "Gonnos in su coru")
- Fausto Orrù (eletto il 31 maggio 2015 con la lista civica "Insieme possiamo cambiare")
- Sisinnio Zanda (eletto il 31 maggio 2010)
- Sisinnio Zanda (eletto il 9 maggio 2005)
- Francesco Porta (eletto il 16 aprile 2000 con la lista "Forza Italia")
- Sandra Piras (eletta il 23 aprile 1995)
- Antonio Porru (la sua presenza nella carica di sindaco è attestata nel 1894)
- G. Battista Piras (la sua presenza nella carica di sindaco è attestata nel 14 maggio 1870 in un atto consolare per l'acquisizione aree per Nuova Costruzione)

## Sport

### Calcio
La squadra di calcio della città è l'U.S.D. Gonnosfanadiga che milita nel girone A del campionato sardo di Promozione e che gioca le partite nel campo Comunale di via Foscolo.
I colori sociali sono il bianco e il verde.

### Pallavolo
La squadra di pallavolo del paese è la Polisportiva Primavera.